# ایندرامایو
ایندرامایو (اندونزیایی: Indramayu) شهری در استان جاوه غربی کشور اندونزی است. جمعیت این شهر بر اساس سرشماری سال ۱۹۹۰ میلادی، ۵۶٫۴۴۷ نفر و بر اساس سرشماری سال ۲۰۰۰ میلادی، ۹۶٫۳۷۸ بوده که در سال ۲۰۰۷ میلادی به ۱۳۶٫۰۷۱ نفر افزایش یافته‌است.